# Newton (Warwickshire)
Pour les articles homonymes, voir Newton.
Newton est un village du Warwickshire, en Angleterre. Il est situé dans l'est du comté, à 5 km au nord-est de la ville de Rugby, il est proche de la route A5 qui marque la frontière avec le Leicestershire et le Northamptonshire. Les trois comtés se rejoignent à Dow Bridge à l'est du village, là où l'A5 traverse la rivière Avon. Administrativement, il constitue la majeure partie de la paroisse civile de Newton and Biggin avec le village médiéval déserté de Biggin et relève du borough de Rugby.

## Centres d'intérêt
Juste au nord du village se trouvent les vestiges de la ville romaine de Tripontium. Le village se trouve également à l'extrémité nord de la « Great Central Walk », le sentier longeant la plate-forme de l'ancienne Great Central Main Line.
La principale industrie de la région est l'extraction de gravier, qui se poursuit à proximité de l'A5. La plupart des maisons du village sont de construction moderne et ont été construites pour loger les ouvriers de cette industrie. Le pub Stag and Pheasant de Main St, bien qu'il ne soit pas le plus ancien pub du Warwickshire, est le plus ancien bâtiment utilisé comme pub du comté. Bien que le bâtiment au toit de chaume ait des façades à parements de briques, probablement ajouté au XVIIe siècle, sa structure est une charpente massive en chêne d'âge indéterminé, peut-être saxonne. Les lotissements des townlands sont également anciens, ils ont été établis en 1752 au moment de la définition des limites. Ils se trouvent au bout de Little London Lane, l'une des nombreuses voies portant ce nom en Angleterre. On ne pense pas que les origines du nom soient directement liées à « Londres » mais plutôt à une corruption du vieil anglais « utlenden ». Les Utlenden (étrangers) étaient des bouviers gallois qui installaient des camps sur des terrains vagues en route vers les marchés de Londres.
Edward Cave, l'éditeur du XVIIIe siècle du premier magazine au monde, est né dans le village en 1691.
Biggin Mill, un ancien moulin à eau, existait à 440 mètres (400 m) au sud-est du village ; ses vestiges sont toujours visibles.

## Toponymie
Newton est un toponyme d'origine vieil-anglaise très répandu en Angleterre. Il fait référence à une ferme ou un village (tūn) ayant pour caractéristique d'être nouveau (nīwe).

## Démographie
Au recensement de 2011, la paroisse civile de Newton and Biggin comptait 572 habitants. En 2021 il a été compté 1 273 habitants.

## Galerie

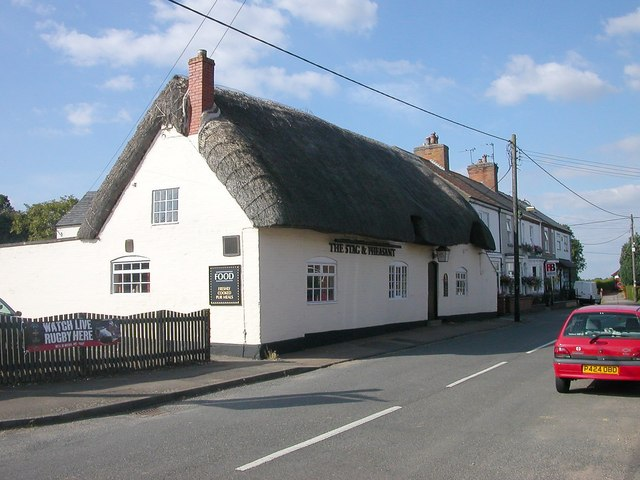
The Stag and Pheasant.
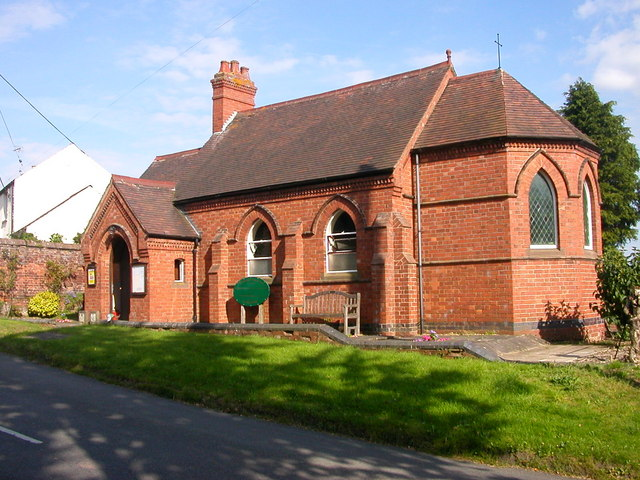
L'église.
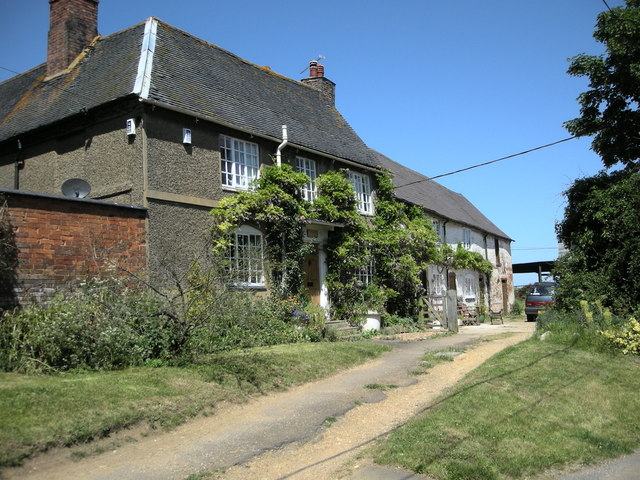
Little London Lane.